# Vasilij Krylov
Vasilij Nikolajevič Krylov, rusky Василий Николаевич Крылов (2. ledna 1947 – 17. února 2018) byl ruský biolog, doktor věd, zasloužilý profesor na Nižněnovgorodské státní univerzitě N. I. Lobačevského (NNGU). V letech 1991—2016 byl vedoucím katedry fyziologie a biochemie NNGU a od roku 1997 byl předseda Ruské centrální apiterapeutické rady.
Vasilij Krylov studoval na Nižněnovgorodské státní univerzitě biologii (studium ukončil v roce 1970) a posléze získal i doktorát v oboru biologie (DrSc.)